# Полонская, Людмила Рафаиловна
Людми́ла Рафаи́ловна Поло́нская (урождённая Гордон; 8 сентября 1922, Харьков — 4 апреля 1996, Москва) — советский и российский историк-востоковед. Доктор исторических наук, профессор.

## Биография
Окончила отделение Востока исторического факультета МГУ (1947). Научный сотрудник, заведующая сектором Института востоковедения АН СССР (с 1950). Тема кандидатской диссертации (1950 г.): «Национально-освободительная борьба афганцев Пакистана: (1919—1939)». Преподаватель исторического факультета МГУ (1948—1953), Института стран Азии и Африки при МГУ (с 1966). Докторская диссертация (1965; защита диссертации в виде монографии) — «Мусульманские течения в общественной мысли Индии и Пакистана: Критика «мусульманского национализма» (М., 1963). 
Л.Р. Полонская внесла большой вклад в организацию современного пакистановедения, начав в 1950-е годы заниматься изучением истории и экономики Пакистана. Одной из первых в отечественной науке Людмила Рафаиловна применила цивилизационный подход к изучению ислама. Последние годы активно занималась изучением роли мусульманского вероучения в современном обществе.
Похоронена на Долгопрудненском кладбище.

## Семья
Отец — Рафаил Соломонович Гордон (1897—1988), родился в Мелитополе в семье состоятельного фабриканта, в советское время — работник финансового сектора ВСНК СССР, начальник планово-экономического отдела ГАЗ им.В.М.Молотова,  начальник планового отдела Павловского завода им. А.А. Жданова. Был репрессирован, арестовывался в 1931, 1937, 1948 годах.
Мать — Нина Николаевна, урожд. Никольская (1902—1986), дочь полковника РИА Николая Никольского, эмигрировавшего после 1917 года. Бабушка Людмилы Рафаиловны по материнской линии — Маргарита Лукинична, происходила из рода Схолль-Энгбертсов, ее отец владел в Санкт-Петербурге компанией «Paul Kaltson».
Муж — Валентин Осипович Полонский (1914—2008), сын Иосифа Матвеевича Полонского.
Сын — Андрей Валентинович Полонский (1958—2025), поэт, эссеист, прозаик, переводчик, историк, диссидент.

## Основные работы
- Аграрные отношения в Северо-Западной пограничной провинции Индии (1914—1947 гг.). — М.: Издательство АН СССР, 1953. — 212 с., 1 л. карт. — 2500 экз.
- Ганковский Ю. В., Гордон-Полонская Л. Р. История Пакистана / Институт народов Азии АН СССР. — М.: Изд-во вост. лит., 1961. — 382 с. — 3000 экз. /Переводы на английский язык — Wash., 1966; Lahore, 1972; на пушту — Кабул, 1987/.
- Мусульманские течения в общественной мысли Индии и Пакистана: (Критика «мусульманского национализма»). — М. : Восточная литература, 1963. — 326 с. — 1500 экз.
- Полонская Л. Р., Ионова А. И. Некоторые вопросы активизации международного мусульманского движения : (Сокр. стеногр. лекции). — М.: Знание, 1980.
- Полонская Л. Р., Ионова А. И., Рогожин А. А. Ислам на современном Востоке: проблемы политики, идеологии. — М.: б. и. 1980.
- Полонская Л. Р. Религия в политической жизни развивающихся стран Азии и Африки: XII конгр. Междунар. ассоц. полит. наук. Рио-де-Жанейро, авг. 1982. Докл. к конгр. — М.: Наука, 1982. — 9 с.